# Allen Klein
Allen Klein (ur. 18 grudnia 1931 w Newark, zm. 4 lipca 2009 w Nowym Jorku) – amerykański przedsiębiorca i producent muzyczny.

## Życiorys
Pochodził z rodziny żydowskich emigrantów z Budapesztu.
W 1957 założył wraz z żoną własne przedsiębiorstwo oraz wykupił 48% udziałów w amerykańskiej firmie fonograficznej Cameo-Parkway Record Company, którą rok później przekształcił w ABKCO Industry Corporation. Stał się znany głównie jako promotor i wydawca płyt zespołów The Rolling Stones i The Beatles. Jego firma wydała także płyty m.in. Bobby Darina i Sama Cooke.
W 1973 wyprodukował film Święta góra w reż. Alejandro Jodorowsky’ego. 
John Lennon napisał o nim krytyczną piosenkę „Steel and Glass”.